# Hawk Run (Pensilvania)
Hawk Run es un lugar designado por el censo ubicado en el condado de Clearfield en el estado estadounidense de Pensilvania. En el año 2010 tenía una población de 534 habitantes.

## Geografía
Hawk Run se encuentra ubicado en las coordenadas 40°55′27″N 78°12′11″O / 40.92417, -78.20306.. Según la Oficina del Censo de los Estados Unidos, Hawk Run tiene una superficie total de 0,8 mi² (2,1 km²), de la cual 0,8 mi² (2,1 km²) corresponden a tierra firme y 0 mi² (0 km²) es agua.